# Jax (Mortal Kombat)
Jackson "Jax" Briggs is een personage uit de Mortal Kombat spellenreeks. Hij werd geïntroduceerd als een speelbaar personage in het computerspel Mortal Kombat II uit 1993.
Sinds hij debuteerde verscheen Jax in elk spel in de primaire Mortal Kombat-serie sinds die tijd. Hij was ook de protagonist van de actie-adventure game Mortal Kombat: Special Forces en een van de 11 personages van de Mortal Kombat universum in de crossover spel Mortal Kombat vs. DC Universe. In mortal kombat 9 werden zijn armen door de vroegere ninja Ermac verpulverd. Hierdoor kreeg hij 2 bionische armen (net als de Capcom militair spencer). Hiermee kan hij het hoofd van zijn tegenstander verpulveren met 1 klap.
Jax is een majoor in de United States Army Special Forces. Hij verschijnt voor het eerst in Mortal Kombat II om zijn partner Sonya Blade te vinden en te redden van Outworld en om Kano in hechtenis te nemen, een missie die hij met succes voltooit, hoewel Kano snel ontsnapt.